# Alice au Canada
Alice au Canada / Alice chercheuse d'or (titre original : The Message in the Hollow Oak, littéralement : Le Message dans le chêne creux) est le douzième roman de la série américaine Alice (Nancy Drew en VO) écrit par Caroline Quine, nom de plume collectif de plusieurs auteurs. L'auteur de ce roman est Mildred Wirt Benson. 
Aux États-Unis, le roman a été publié pour la première fois en 1935 par Grosset & Dunlap (New York). En France, il a paru pour la première fois en 1958 sous le titre Alice au Canada chez Hachette Jeunesse dans la collection « Bibliothèque verte » sous le no 42. 
En 2007, le titre est changé en Alice chercheuse d'or. 

## Résumé
Remarque : le résumé est basé sur les éditions cartonnées non abrégées parues de 1958 à parues de 1958 à 1980.
Alice remporte le premier prix d'un concours radiophonique : un terrain au Canada, près de la frontière américaine. Accompagnée de ses fidèles amies Bess et Marion, elle prend le train pour entrer en possession de sa propriété. 
À bord du train, Alice fait la connaissance d'Annie Chappelle, une jeune femme canadienne, écrivain à Hollywood. Mais le train déraille peu avant la frontière et Annie, gravement blessée, est transportée à hôpital le plus proche. Pensant sa dernière heure venue, elle supplie Alice de transmettre un message important à son grand-père qui l'a élevée et qu’elle n'a pas revu depuis l'âge de seize ans. Par ailleurs, Alice se rend sur le terrain qu'elle a gagné, situé dans la forêt, près d'un lac ; un ruisseau le traverse. 
Très vite, deux hommes offrent à Alice de lui racheter son titre de propriété. La jeune fille est intriguée : son terrain, lui avait-on dit, ne valait presque rien ; pourquoi voulait-on le lui acheter ? Alice décline l'offre, mais les deux individus la menacent de représailles si elle ne cède pas. Et quand un prospecteur apprend à la jeune fille que quelques pépites d'or ont été trouvées dans le ruisseau de son terrain, tout devient clair pour la détective américaine...

## Personnages

### Personnages récurrents
- Alice Roy : jeune détective amateur blonde, orpheline de mère, fille de James Roy.
- James Roy : avoué[3] de renom, père d'Alice Roy, veuf.
- Bess Taylor : jeune fille blonde et rondelette, une des meilleures amies d'Alice.
- Marion Webb : jeune fille brune et sportive, cousine germaine de Bess Taylor et une des meilleures amies d'Alice.
- Ned Nickerson : jeune homme brun et athlétique, ami et chevalier servant d'Alice, étudiant à l’université d'Emerson.
- Sarah : la fidèle vieille gouvernante des Roy, qui a élevé Alice à la mort de sa mère.

### Personnages spécifiques à ce roman
- Mme Donnelly : propriétaire d'une pension-hôtel à Wellington, au Canada.
- Annie Chappelle (Ann Chapelle en VO), de son vrai nom Anne Chappée : jeune femme canadienne, écrivain.
- Charles Renny (Norman Ranny en VO) : trappeur et prospecteur d'or canadien, ancien fiancé d'Annie Chappelle.
- Pierre Chappée : vieux trappeur canadien, grand-père d'Annie Chappelle.
- Bill Atkins (Pete Atkins en VO) : un guide canadien.
- Raymond Nivès (Raymond Niles en VO) : un malfaiteur, jeune homme beau et élégant.
- Tom Muller (Tom Stripe en VO) : un malfaiteur.
- M. Georges (Buck Sawtice en VO) : directeur de la société d'exploitation minière "Terre jaune", escroc.

## Éditions françaises
Note : Toutes les éditions ont paru aux éditions Hachette Jeunesse.
- 1958 : Alice au Canada — coll. « Bibliothèque verte » no 42, cartonné[4], texte original. Illustré par Albert Chazelle. Traduction de Hélène Commin. 25 chapitres. 251 p.  ;
- 1967 : Alice au Canada — coll. « Idéal-Bibliothèque » no 327, cartonné avec jaquette, texte abrégé. Illustré par Albert Chazelle ;
- 1973 : Alice au Canada — coll. « Bibliothèque verte », cartonné, texte original. Nouvelle couverture d'Albert Chazelle[5]. Traduction de Hélène Commin. 25 chapitres. p.  ; Réédition jusqu'en 1980 ;
- 1984 : Alice au Canada — coll. « Bibliothèque verte », cartonné (série "striée")[6], texte abrégé. Nouvelle couverture de Jean Sidobre, illustrations intérieures d'Albert Chazelle. Traduction de Hélène Commin. 23 chapitres. 185 p.  ;
- 1989 : Alice au Canada — coll. « Bibliothèque verte » no 469, format poche souple, texte abrégé. Couverture de Jean Sidobre, illustrations intérieures de Philippe Daure ;
- 1993 : Alice au Canada — coll. « Bibliothèque verte », format poche souple, texte abrégé. Illustrations de Philippe Daure ;
- 2000 : Alice au Canada — coll. « Bibliothèque verte »[7], format mi-souple, texte abrégé. Illustrations de Philippe Daure. Traduction de Hélène Commin. 18 chapitres. 186 p.  ;
- 2007 : Alice chercheuse d'or — coll. « Bibliothèque verte », format mi-souple, texte réécrit. Illustrations de Marguerite Sauvage. Traduction de Hélène Commin. 18 chapitres (plus un épilogue). 173 p.